# Jeon Eun-ha
Jeon Eun-ha (koreanisch 전은하; * 28. Januar 1993) ist eine südkoreanische Fußballspielerin.

## Karriere

### Vereine
Nach ihrer Zeit in der Mannschaft der Gangwon State University war sie von 2013 bis 2014 bei Hwacheon KSPO aktiv. Zur Saison 2015 vollzog sie den Wechsel zu Sejong Sportstoto sowie zur Spielzeit 2016, wo es dann zu den Incheon Hyundai Steel Red Angles ging. Ab der Saison 2019 spielte sie für Gyeongju KHNP, seit der Spielrunde 2021 läuft sie für den Suwon FC auf.

### Nationalmannschaft
Nachdem sie bei der südkoreanischen U17 von 2008 bis 2009 auf vier Einsätze gekommen war, nahm sie mit der U20 unter anderem an der Weltmeisterschaft 2010 teil. Dort erreichte sie mit ihrem Team den dritten Platz. Zwei Jahre später war sie bei der Weltmeisterschaft 2012 dabei, erzielte hier vier Tore und erreichte mit ihrem Team aber nur das Viertelfinale.
Ein Jahr später kam sie auch bei der A-Nationalmannschaft zum ersten Mal zum Einsatz und stand bei einer 1:4-Freundschaftsspielniederlage gegen die USA in der Startelf. Zur 55. Minute wurde sie gegen Kim Sang-Eun ausgewechselt. Nach einem weiteren Spiel, erneut gegen die USA nur ein paar Tage später, wurde sie noch einmal eingesetzt. Dies verblieben aber über viele Jahre ihre einzigen Einsätze für diese Mannschaft.
Erst im Dezember 2019 nahm sie mit ihrer Mannschaft an der Finalrunde der Ostasienmeisterschaft 2019 teil, dort kam sie dann zumindest auf einen Einsatz und holte mit ihrer Mannschaft die Silber-Medaille. Nach einem weiteren Freundschaftsspieleinsatz folgte ihre Teilnahme an der Ostasienmeisterschaft 2022. Weitere Freundschaftsspiele kamen in der ersten Hälfte des Jahres 2023 dazu.
Am 5. Juli 2023 wurde sie für den finalen Kader bei der Weltmeisterschaft 2023 nominiert. Dort gab sie beim zweiten Gruppenspiel gegen Marokko ihr WM-Debüt, als sie in der 69. Minute für Park Eun-sun eingewechselt wurde.